# 비블리오테카

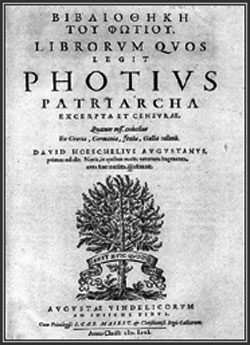
비블리오테카의 표지

비블리오테카(현대 그리스어: Βιβλιοθήκη, 라틴어: Bibliotheca) 또는 뮈리오비블로스(현대 그리스어: Μυριόβιβλος, ‘1만권의 책’)는 9세기 비잔틴 제국의 콘스탄티노플 주교 포티오스의 저서이다. 이 도서는 그의 형제에게 봉헌된 것이며, 그가 읽은 297권의 감상문을 적은 것이다.

## 개요
원래 비블리오테카는 참고 서적으로 사용되기 위한 용도는 아니었지만, 9세기에는 널리 그렇게 사용되었고, 비잔틴 제국에서 최초의 백과사전이라고 간주되고 있었다. 레이놀즈와 윌슨은 “그 책을 멋진 저서로 포티우스는 서평의 발명가로 자신을 보여주고 있으며", 280장은 단문에서 여러 장에 걸친 다양한 길이를 가지고 있다”고 말했다. 그가 주석을 단 저서는 주로 기원전 5세기에서 자신의 시대였던 9세기의 기독교, 이교도 저자들이었다. 그가 언급한 절반 이상은 현재 남아 있지 않다. 이것들은 제4차 십자군에 의해 1204년 콘스탄티노플 약탈 때 사라졌거나, 1453년 오토만 제국에 의해 콘스탄티노플의 함락 때 그리고 이어진 수세기에 걸친 오토만 제국의 통치기에 사라진 것으로 보인다.